# Flygtningen fra Sing-Sing
Flygtningen fra Sing-Sing er en amerikansk stumfilm fra 1918 af Hobart Henley.

## Medvirkende
- Will Rogers - Bill Hyde
- Anna Lehr - Ponotah
- Clarence Oliver - Evan Thomas
- Joseph Herbert - Joseph Wesley Slayforth
- Robert Conville - Denny Slevin